# 陳有后
陳有后（英語：Chan Yau Hau，1915年—2010年6月12日），原名陳有㤧，人稱后叔，香港資深演員兼戲劇導師。

## 簡歷
陳有后在1915年生於香港，早年就讀香港島仿林中學及灣仔同濟中學，曾在廣州演出話劇，1947年來到香港發展，並於1950年代起為麗的映聲培訓人才，為時五年。另一方面於1970年代也在無綫電視指導訓練班五年。其後再回麗的電視重執教鞭三年。其學生計有甘國亮、蘇杏璇、杜琪峰、周潤發、汪明荃、吳孟達及萬梓良等。根據牛頭角復華村天主教庇護十二學校退休老師憶述，陳有后曾於1964年至1966年間擔任該校下午校校長，同時亦參與舞台劇。到了1968年底，陳有后當時是由其於做話劇時認識的好友鍾景輝邀請加而加入無綫電視。後來為了不想太困身，陳有后分別到香港浸會學院和珠海學院任教，其餘時間則花在演出電視劇。直至1992年，他移民加拿大，晚年回流返港定居。至2009年起身體逐漸變差，患上肺炎和腦退化症，亦他且於2010年6月12日在聖德肋撒醫院病逝，終年95歲。

## 個人生活
陳有后的妻子羅玉琼是九龍城區街坊福利會小學的教師，二人育有五子三女。此外，陳有后的侄女是前香港電台主持人陳開心。

## 演出作品
*以下列表只記錄陳有後演出過的電影及劇集作品，若有遺漏，請協助補充相關資料。

### 電視劇（無綫電視）
- 《小城風光》（1970年）
- 《家》（1971年）
- 《鍍金世界》（1971年）
- 《雷雨》 （1971年）
- 《油漆未乾》（1972年）
- 《文天祥》（1972年）
- 《向日葵》（1972年）
- 《良友三部曲》（1972年）
- 《琉璃世界》（1972年）
- 《紫薇園的春天》（1972年）
- 《紫薇園的夏天》（1972年）
- 《紫薇園的秋天》（1972年）
- 《紫薇園的冬天》（1972年）
- 《春暉》（1972年）
- 《智多星》（1973年）
- 《浪子》（1973年）
- 《私戀》（1973年）
- 《智慧的燈》（1973年）
- 《啼笑因緣》 飾 劉德柱 （1974年）
- 《職業殺手》（1974年）
- 《芸娘》（1974年）
- 《豹子頭林沖》（1974年）
- 《清宮殘夢》 飾 榮祿（1975年）
- 《洛神》（1975年）
- 《巫山盟》（1975年）
- 《狂潮》（1976年）
- 《家變》（1977年）
- 《楚留香》 飾 敏將軍（1979年）
- 《抉擇》 飾 林文有（1979年）
- 《京華春夢》 飾 王守齊 （1980年）
- 《輪流傳》 飾 陳奉襄（1980年）
- 《風雲》 飾 八叔 （1980年）
- 《上海灘龍虎鬥》（1980年）
- 《聲寶喜相逢》（1980年）
- 《妙手神偷》 （1981年）
- 《英雄出少年》 飾 胡惠乾師傅（1981年）
- 《火鳳凰》 飾 報社老總（1981年）
- 《封神榜》 飾 周文王（1981年）
- 《獵鷹》 飾 陳先生 （1982年）
- 《萬水千山總是情》 飾 古師爺 （1982年）
- 《賴布衣》 （1983年）
- 《賴布衣妙算玄機》（1983年）
- 《天降財神》（1983年）
- 《神雕俠侶》（1983年） 飾 耶侓楚材
- 《鹿鼎記》 飾 洪安通 （1984年）
- 《秋瑾》 飾 恩銘（1984年）
- 《錯體姻緣》（1985年）
- 《後生可畏》（1985年）
- 《觀世音》（1985年）
- 《城市故事》（1986年）
- 《流氓大亨》（1986年）飾 謝桂康（林月明的舅父）
- 《北斗前鋒》（1987年）
- 《吾妻十三點》（1987年）
- 《書劍恩仇錄》 飾 天鏡禪師（1987年）
- 《無名火》（1988年） 飾 陳　廣（陳天偉之父）
- 《義不容情》（1989年）
- 《他來自江湖》（1989年） 飾 周　伯（第26-27集）
- 《鐵血大旗門》（1989年）
- 《還我本色》（1989年）
- 《天上凡間》飾 四方法王（1990年）
- 《成功路上》（1990年）
- 《大家族》飾 方有全（1991年）
- 《今生無悔》 飾 羅法官（1991年）
- 《巨人》 飾 程喜 （1992年）
- 《卡拉屋企》飾 教車師傅（1992年）

### 電視劇（麗的電視）
- 1976年 《大家姐》 飾 馬老大
- 1976年 《三國春秋》 飾 董卓
- 1976年 《十大刺客》之魚腸劍 飾 吳王僚
- 1976年 《十大刺客》之荊軻 飾 鞠武
- 1977年 《鑄情》
- 1978年 《追族》飾 雍肇祺
- 1978年 《鱷魚淚》飾 歐爵士
- 1978年 《十二生肖》
- 1978年 《奇兵36》
- 1978年 《巨星》飾 何伯元

### 電影
- 她的爸的媽媽的（1976年）
- 出籠（1977年）
- 亂龍搏懵（1977年）
- 狗咬狗骨（1978年）
- 林亞珍老虎魚蝦蟹（1979年）
- 敗家仔（1981年）飾 梁寬父
- 君子好逑（1984年）
- 淫種（1984年）飾 老爺
- 法外情（1985年）
- 城市麗人（1987年）
- 奪命佳人（1987年）飾 公司董事
- 奸人本色（1988年）飾 余南叔
- 古惑大律師（1990年）
- 最後判決（1997年）